# Leptura formosomontana
Leptura formosomontana là một loài bọ cánh cứng trong họ Cerambycidae.